# Бічурга-Баїшевське сільське поселення
Бічурга́-Баї́шевське сільське поселення (рос. Бичурга-Баишевское сельское поселение) — муніципальне утворення у складі Шемуршинського району Чувашії, Росія. Адміністративний центр — село Бічурга-Баїшево.
Станом на 2002 рік існували Асановська сільська рада (присілок Асаново) та Бічурга-Баїшевська сільська рада (село Бічурга-Баїшево).

## Населення
Населення — 1219 осіб (2019, 1522 у 2010, 1863 у 2002).

## Склад
До складу поселення входять такі населені пункти:
| Населений пункт       | Населення, осіб (2002) | Населення, осіб (2010) |
| --------------------- | ---------------------- | ---------------------- |
| Асаново, присілок     | 752                    | 614                    |
| Бічурга-Баїшево, село | 1111                   | 908                    |